# Cachoeira Siri

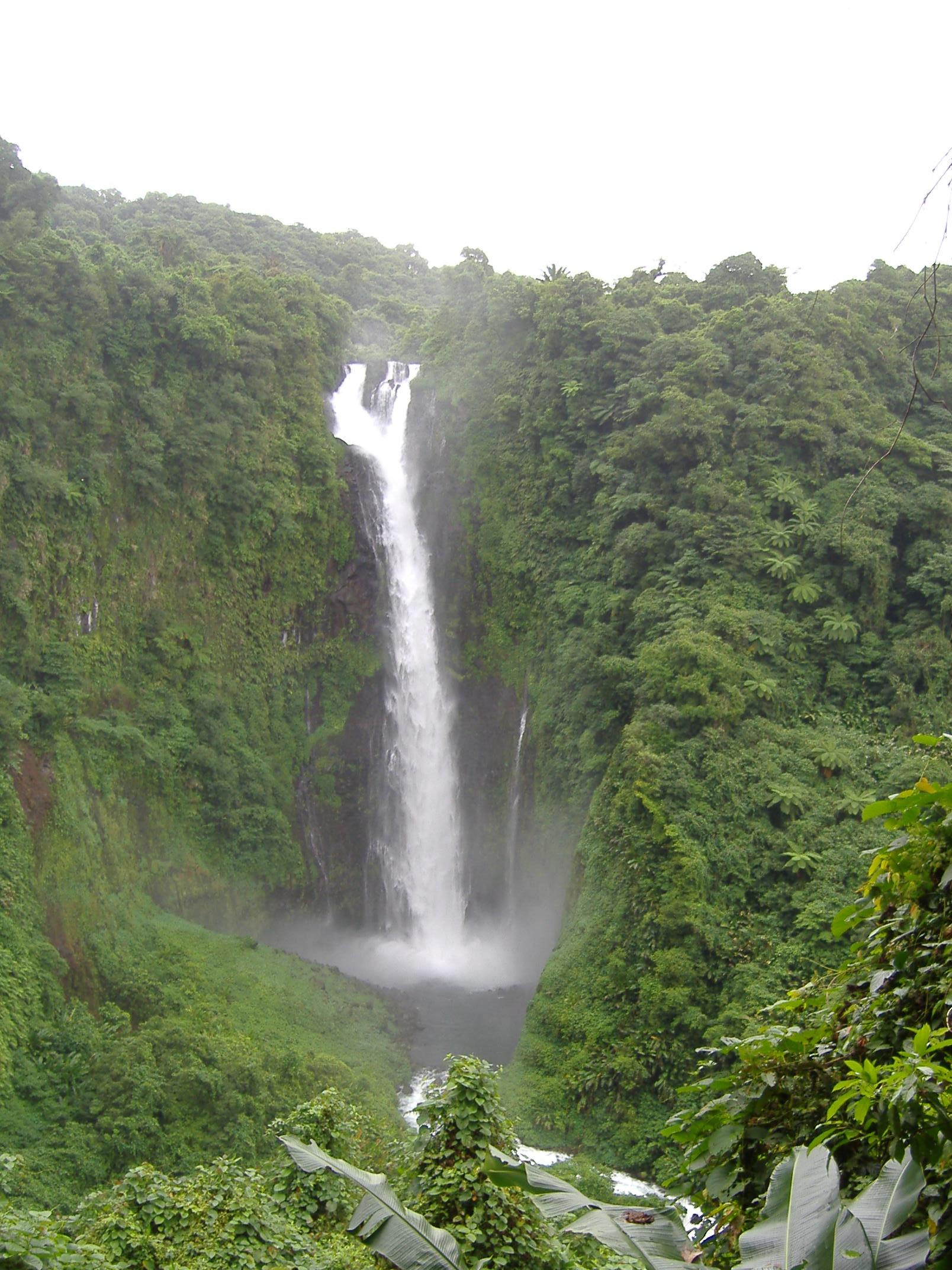
Cachoeira Siri, Gaua, Vanuatu

Cachoeira Siri, anteriormente chamada de Cachoeira Santa Maria, é uma cachoeira de 120 m localizada a cerca de 3 km do interior da costa leste da ilha de Gaua, no norte de Vanuatu.

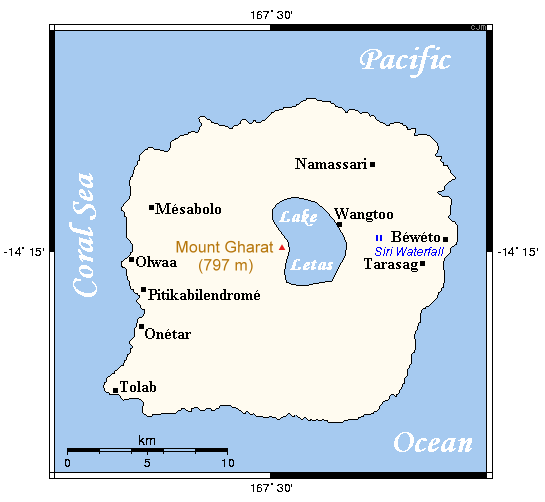
Mapa da Ilha de Gaua, mostrando a Cachoeira Siri

A fonte de água para a cachoeira vem do Lago Letas. Este lago é um grande lago de água doce localizado na cratera no centro da ilha vulcânica, a cerca de 600 metros acima do nível do mar. A água flui do lago 3 km a leste até o topo da Cachoeira Siri. Após a cachoeira, a água flui como um grande riacho, chamado de Rio Bē Solomul (anteriormente Namang), por mais 3 km antes de chegar ao mar. O grande riacho é conhecido como "Big Water".
Uma estimativa aproximada da taxa de fluxo de água (durante o mês seco de agosto de 2006) foi de aproximadamente 5 metros cúbicos por segundo.

## Etimologia
O nome siri  significa ‘cachoeira’ na língua local Nume. É cognato com Vurës sēriv, Mwotlap na-syip, Mota siriv, Dorig sriv, Olrat siriv, Lakon hiriv, e Mwerlap siriw. Todos esses termos podem ser derivados do Proto-Torres–Banks *siriβi ‘cachoeira’.